# Station Chartres
Station Chartres is een spoorwegstation in de Franse gemeente Chartres.